# بئر المنحز
بئر المنحّز هي بئر غاز تقع جنوب غرب حقل الغوار في المملكة العربية السعودية. أعلن وزير الطاقة السعودي الأمير عبد العزيز بن سلمان عن اكتشاف البئر في 27 ديسمبر 2020.

## الإنتاج
أوضح وزير الطاقة السعودي الأمير عبد العزيز بن سلمان في تصريح لوكالة الأنباء السعودية، أن «الغاز تدفق من بئر المنحّز، بمعدل 18 مليون قدم مكعبة قياسية في اليوم، مع 98 برميلاً من المكثفات يومياً.»